# Narcisisme (psicoanàlisi)
Narcisisme és per a la psicoanàlisi un dels seus conceptes bàsics i pot ser definit fent al·lusió al mite de Narcís de manera general com l'amor a la pròpia imatge.
En el desenvolupament de la seva teoria, Sigmund Freud va distingir els conceptes narcisisme primari i narcisisme secundari, els que alhora es poden definir de manera més precisa com segueix:

« El narcisisme primari designa un estat precoç en què el nen catectitza tota la seva libido sobre si mateix. El narcisisme secundari designa una volta sobre el jo de la libido, retirada dels seus catexis objectals. ».

## Desenvolupament i descripció del concepte
La utilització del terme «narcisisme» és anterior a la psicoanàlisi. Aparentment el primer a utilitzar-ho no va ser Freud, sinó el psicòleg francès Alfred Binet en 1887. En la definició de Binet el terme designa a una variant de fetitxisme focalitzada en el propi cos com a objecte de desig sexual. El concepte va ser després pres per Havelock Ellis, per a denominar un comportament sexual pervers relacionat metafòricament amb la història de Narcís de la mitologia grega.
Tot i que Freud va escriure la seva Introducció del Narcisisme, l'assaig més llegit sobre aquest concepte, recentment el 1914, aparentment ja havia utilitzat el terme amb anterioritat. Segons James Strachey, això hauria passat per primera vegada de manera verbal, el 1909 en una reunió de l'Associació Psicoanalítica Vienesa i Freud s'hauria referit aquí a un estadi intermedi entre l'autoerotisme i l'amor d'objecte.
El 1910, Freud feia servir el terme narcisisme per referir-se a la forma particular d'elecció d'objecte dels subjectes homosexuals. Poc després, i en el context de l'anàlisi de les memòries de Daniel Paul Schreber, Freud opta per establir una definició on el narcisisme és un estadi evolutiu intermedi (entre l'autoerotisme infantil primerenc i l'elecció d'objecte que finalment condueix, acabat el període de latència, a l'amor objectal).
Només quatre anys més tard, a partir del seu assaig Introducció del narcisisme, el concepte adquireix a més una significació econòmica (és a dir, d'equilibri d'energia) i dinàmica, constituint l'inici dels escrits anomenats metapsicològics. Ara es funda per fi el concepte com a tal, cosa que implica una reformulació teòrica, ja que apareix una diferenciació de la libido en "libido joica" i "libido d'objecte"; fet important en el marc de la disputa de Freud amb el deixeble Jung que propiciava i va sostenir que l'energia psíquica és única i indiferent. Freud, no obstant sosté d'aquí a més, que hi ha una libido que -a partir del nou acte psíquic que funda el Jo del narcisisme primari (Ich Ideal)- catectitzarà (o investirà) "totes les representacions del jo", que després podran ser bolcades als objectes.
És difícil establir la significació del concepte de narcisisme, en particular en el cas del narcisisme primari, de manera definitiva. Dins la mateixa obra freudiana no es fa servir el terme de manera unívoca i els diferents autors postfreudians l'utilitzen i descriuen de maneres molt diferents. Tot i això, la clau sembla estar en la distinció entre l' Ich Ideal i l' Ideal Ich, el primer (Jo Ideal) equivalent a narcísim primari, producte de la identificació primària - aquella de major valència del subjecte - «que és als progenitors perquè encara no hi ha coneixement de la diferència sexual.» } Aquesta identificació inaugura "el nou acte psíquic" que permet a l'infant dir Jo, com a unitat, gràcies a la instauració del Superyó primitiu.
El narcisisme dirà Freud que és un sistema (Freud,S. 1914. Introducció del Narcisisme, AE XIV). Aquest sistema està compost per aquest Jo Ideal; per l'Ideal del Jo ("el Jo ideal projectat i escindit"), el Superyó i els Ich. Aquesta és la tòpica d'instàncies, que juntament amb els aspectes economicodinàmics (tots tres aspectes conformen la metapsicologia) donen per resultat el sistema narcisista. D'aquest sistema en depenen l'autoestima o la imatge de si (selbstgefühl), els estats de l'humor (depressió, mania, malenconia), les funcions de la idealització, el fenomen funcional de Silberer del dormevela, la repressió pròpiament dita i la sublimació.

## Definició freudiana del narcisisme secundari
Respecte del narcisisme secundari, més fàcil de distingir, la utilització freudiana es pot establir com segueix:
- Narcisisme com a forma de designar estats mentals patològics (narcisisme esquizofrènic, per exemple, o la «neurosi narcisista», que és la manera com Freud va anomenar inicialment les psicosis) on la investidura libidinal que prèviament estava posada en objectes recau ara, regressivament sobre el jo;

- Narcisisme com a estructura estable (Jo realitat definitiu), on existiria equilibri des del punt de vista econòmic (flux d'energia psíquica libidinal) perquè les investidures (catexis) estarien repartides harmònicament entre els sistemes i els objectes; des del punt de vista tòpic es pot afirmar que el component estructural «ideal del jo» i superiu definitiu, es generen a partir de l'anomenat sepultament del Complex d'Èdip (la també anomenada “operatòria de la castració”).[6]

En el segon cas Freud no es refereix al narcisisme com a fenomen de regressió, ni com a fase evolutiva, sinó que involucra una definició estructural.

### Divergències al voltant del narcisisme primari
Ja dins la mateixa obra de Freud hi ha gran diversitat i fluctuacions en l'aplicació del terme, degut probablement al fet que ell era qui estava definint el concepte en la psicoanàlisi. D'una manera general, es refereix, amb el terme de narcisisme primari, al moment en què el nen es pren a si mateix com a objecte d'amor abans d'escollir objectes externs.
Fins al 1915 sostindrà que és aquest període intermedi entre l'autoerotisme primitiu i l'elecció d'objecte (la que possibilita l'amor objectal no narcisista). Freud planteja que la diferenciació del jo com a instància psíquica sorgeix de manera paral·lela a aquesta fase.
No obstant això, Freud torna a fer ajustaments a aquesta teoria quan formula el seu model estructural de tres instàncies Jo, Superyó i Allò.
Amb aquesta nova concepció de narcisisme primari resulta inútil diferenciar-lo d'una fase prèvia autoeròtica i Freud deixa d'utilitzar el terme autoerotisme.
Un dels apotegmes centrals de Freud és que tota posició, un cop assolida, no serà mai fàcilment abandonada, ho fa comprendre que no hi ha cap d'aquestes instàncies que desapareguin en un adult. Freud anomenarà regressió al cas que alguna d'aquelles posicions infantils es presentin actualment.
En qualsevol cas, el narcisisme primari es tracta d'una fase completament «anobjectal» (per a Freud això és perquè encara no hi ha un Jo), l'existència de la qual ha estat qüestionada per molts autors:
- Per a Melanie Klein, per exemple, les relacions primerenques infantils són relacions objectals, per tant, parlar d'una fase narcisista no té cap sentit si en el lactant hi ha des d'un començament el jo i la relació objectal.

- Jean Laplanche i Jean Bertrand Pontalis apunten en el seu Diccionari de Psicoanàlisi a més com és de problemàtic imaginar des del punt de vista tòpic què és el que resulta catectitzat quan es parla d'un narcisisme indiferenciat, anobjectal i previ a la constitució del jo. El terme «narcisisme» no els sembla a aquests autors adequat per designar una fase que és anobjectal i que no té res a veure amb les relacions especulars a què al·ludeix l'etimologia de la paraula.

- En la lectura de Jacques Lacan, el narcisisme primari és concomitant amb l'estadi del mirall, és a dir amb el moment en què el nen veu la seva pròpia imatge al mirall com un tot, moment en què per a Lacan sorgeix la instància joica. Lacan recull la diferenciació inicial de Freud i utilitza el terme "autoerotisme" per referir-se a la fase prèvia, més primerenca, de pulsions parcials i de cos fragmentat. Abans de la fase del mirall, el nen no ha vist mai la cara ni el cos complet, no s'ha pogut sentir com un Jo.